# マット・ケンプ
マシュー・ライアン・ケンプ（Matthew Ryan Kemp, 1984年9月23日 - ）は、アメリカ合衆国オクラホマ州オクラホマ郡ミッドウェストシティ出身の元プロ野球選手（外野手）。右投右打。愛称はザ・バイソン（The Bison）。

## 経歴

### プロ入り前
オクラホマ州のミッドウェストシティ高等学校時代には野球とバスケットボールの両方で頭角を現す。高校時代のバスケットボールチームのチームメイトには、NBAのボストン・セルティックスに所属するシェルデン・ウィリアムスがいた。

### プロ入りとドジャース時代

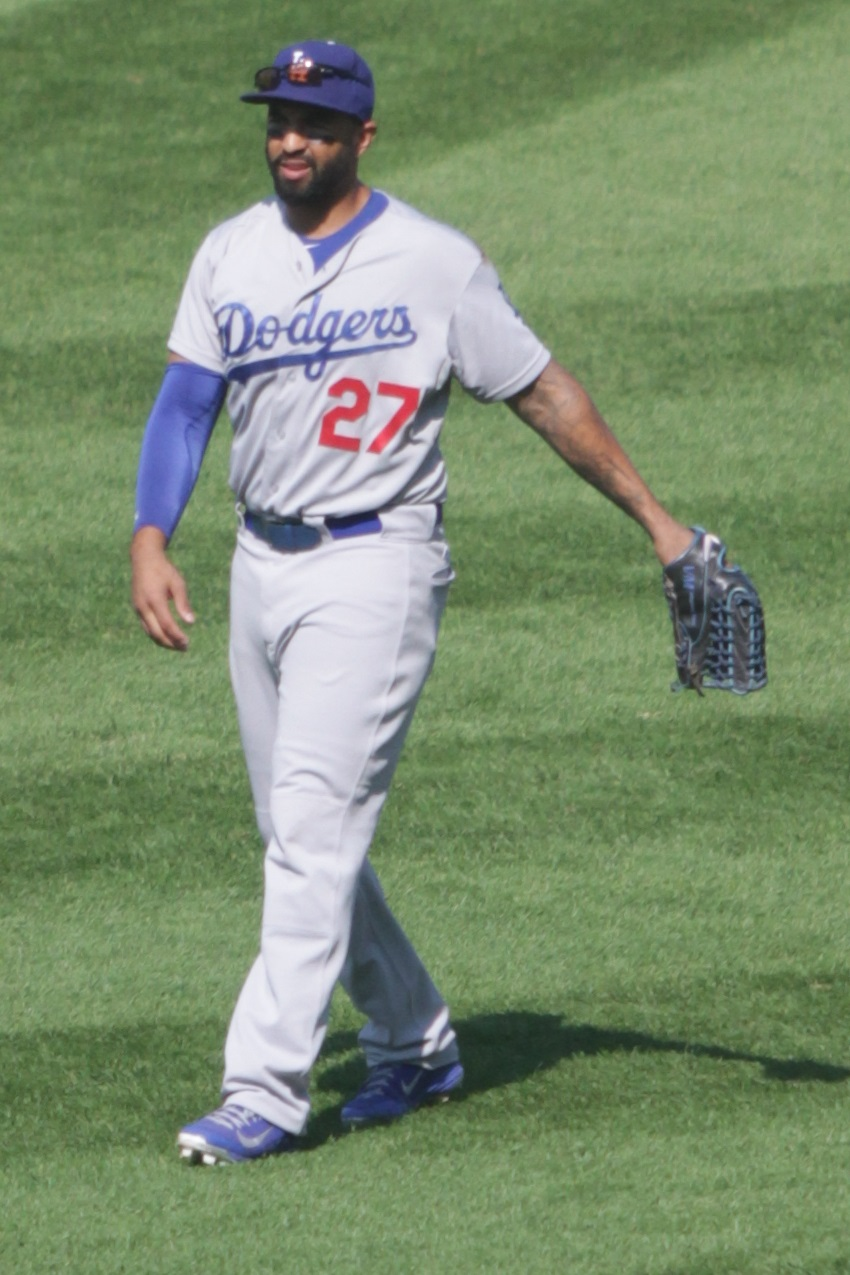
ロサンゼルス・ドジャース時代
（2014年9月19日）

2003年のMLBドラフト6巡目（全体181位）でロサンゼルス・ドジャースから指名され、6月5日に契約。
2006年5月28日のワシントン・ナショナルズ戦でメジャーデビュー。メジャー初安打を記録した。7月1日のドジャー・スタジアムでのフィラデルフィア・フィリーズ戦で、ガビン・フロイドからメジャー初本塁打を放つと、翌日、翌々日の試合でも本塁打を放ち、メジャー昇格後10日で4本塁打という鮮烈なデビューを飾った。これは球団史上初、MLB全体でも史上5人目の快挙であった。その後、一旦は傘下のAAA級ラスベガス・フィフティワンズに降格するも、9月1日のロースター拡大後は再びメジャーに昇格。最終的に打率.253、7本塁打、23打点、6盗塁を記録した。
2007年は開幕をメジャーで迎えるが、4月9日のコロラド・ロッキーズ戦で、打球を追ってドジャースタジアムのフェンスに激突するというアクシデントによる負傷で故障者リスト入り。怪我から復帰後は、AAA級ラスベガスでの調整を経て6月8日にメジャーに復帰。その後は好調を維持し、最終的に98試合の出場ながら打率.342という成績を残す。また、本塁打、盗塁も初めて2桁に到達した。
2008年は当初右翼のレギュラーとして期待されていたが、アンドリュー・ジョーンズの故障もあって中堅に回る。4月28日から5月4日のプレイヤー・オブ・ザ・ウィークにも選ばれ、完全にレギュラーの地位を確保した。6月3日のロッキーズ戦で、相手捕手のヨービット・トレアルバと乱闘騒ぎを起こして退場処分となり、4試合の出場停止処分を受けた事もあったが、最終的には155試合に出場して打率.290、18本塁打、76打点、35盗塁を記録した。
2009年は、自己ベストのシーズンを送った。出場試合数159を含めて、得点・安打・三塁打・本塁打・四球・打率・出塁率・長打率・死球・犠飛などの各部門で前年を上回る数字を残し、逆に盗塁死・三振をどちらも減少させた。特に本塁打と打点はそれぞれ25本、100打点のラインをクリアした。シーズン終了後のMVP投票では10位にランクインし、11月11日にゴールドグラブ賞、12日にシルバースラッガー賞を受賞した。
2010年は全162試合に出場し、自己ベストを更新する28本塁打を記録したが、打率2割5分、打点90をクリアできなかった。また、盗塁では成功19に対して失敗が15と、盗塁成功率が低下し、自己ワーストの170三振を喫した。
2011年は、初めてオールスターに選出された。9月26日には9月3週目のプレイヤー・オブ・ザ・ウィークに選出された。三冠王は逃したが、本塁打王、打点王と二冠を達成し、3割・40本・40盗塁まであと1本塁打に迫った。11月2日に自身2度目のゴールドグラブ賞、同じく2度目のシルバースラッガー賞を受賞し、10月24日に自身初のハンク・アーロン賞を受賞。11月4日にはプレイヤーズ・チョイス・アワーズの優秀選手賞を受賞した。11月18日に8年1億6000万ドルでドジャースと契約延長。これはケビン・ブラウンの7年1億500万ドルを大きく上回る球団史上最高額であり、MLB全体でも史上7番目の大型契約となる。MVP投票ではライアン・ブラウンに次いで2位だったが、後にブラウンの禁止薬物使用が発覚するとブラウンのMVPは剥奪されるべきだと批判した。
2012年は、開幕から好調で本塁打を量産。しかし、5月30日のミルウォーキー・ブルワーズ戦で左ハムストリングを負傷し、翌日故障者リスト入りした。7月13日に復帰したが、その後は調子を落とし、最終的には106試合の出場で打率.303、23本塁打、69打点、9盗塁に終わった。
2013年7月21日のナショナルズ戦で左足首を捻挫。その後もプレーしていたが状態が悪化し、オフの10月21日に左足首を手術し、2014年シーズンの開幕には間に合う見込みと球団が発表した。
2014年3月19日に前年の手術の影響で15日間の故障者リスト入りし、開幕後の4月4日に外れた。戦列復帰後、外野の3ポジションを転々としながら150試合に出場。打率.287、25本塁打、89打点という成績を記録した。オールスター以降に調子を上げ、64試合で打率.309、17本塁打、54打点と打ち、本塁打と打点の多くを後半戦で稼いだ。

### パドレス時代

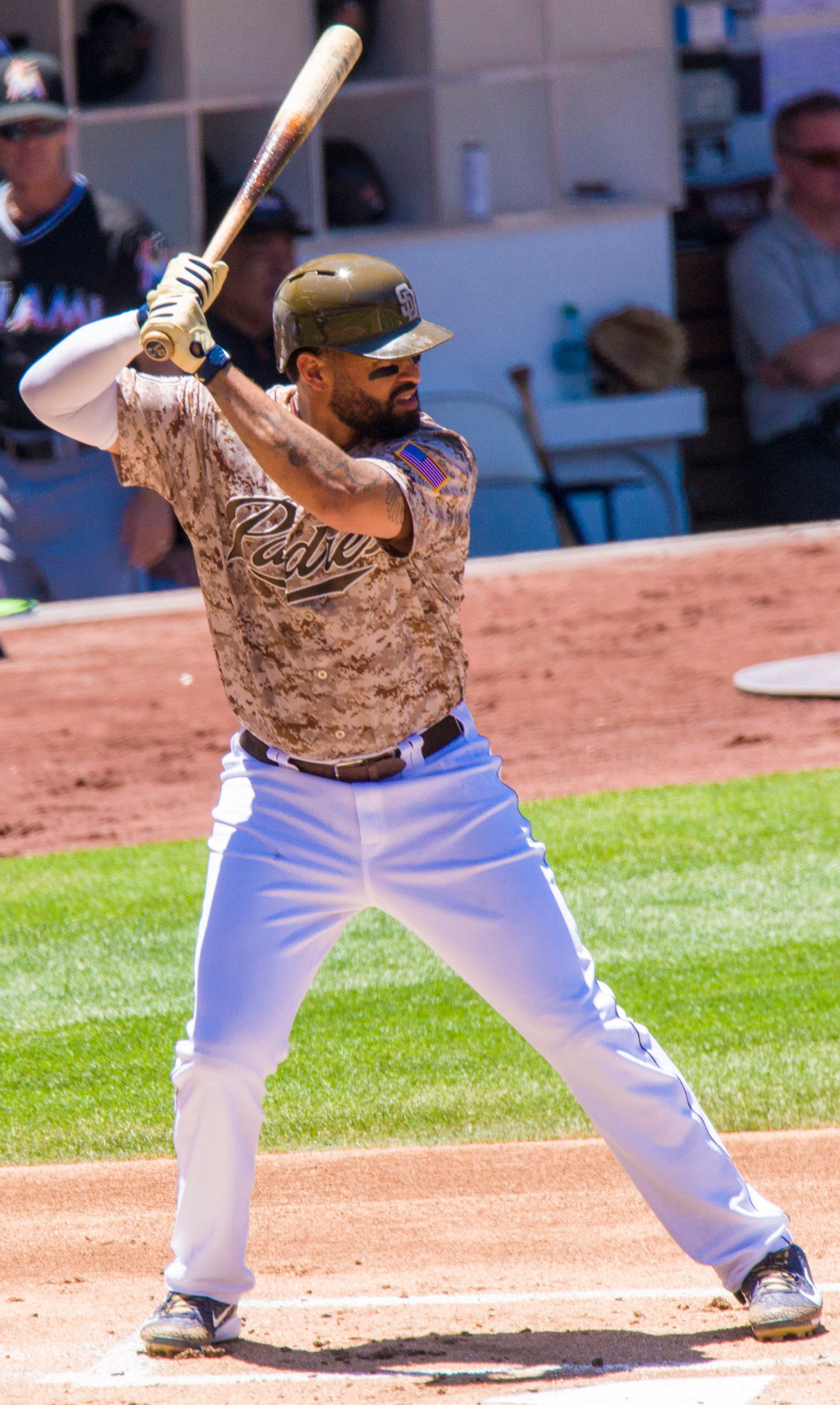
サンディエゴ・パドレス時代
（2015年7月26日）

2014年12月18日にヤズマニ・グランダル、ジョー・ウィーランド、ザック・エフリンとのトレードで、ティム・フェデロビッチと共にサンディエゴ・パドレスへ移籍した。
2015年8月14日のロッキーズ戦においてサイクル安打を達成した（自身だけでなく、チームとしても初のサイクル安打達成者であった）。同じくこの年チームに加入したジャスティン・アップトンと共に打線の中軸に座り、154試合に出場し、リーグ4位の100打点を挙げた。
2016年も右翼のレギュラーで100試合に出場し、打率.262、23本塁打、69打点を記録した。

### ブレーブス時代
2016年7月30日にヘクター・オリベラとのトレードで、アトランタ・ブレーブスへ移籍した。ブレーブス加入後は打撃の調子が上がり、56試合で打率.280、12本塁打、39打点、1盗塁という成績をマーク。パドレスとの合計では、156試合の出場で打率.268、35本塁打、108打点、1盗塁だった。
2017年は119試合に出場し、打率.276、19本塁打、64打点を記録したが、リーグワーストの25併殺打を喫した。

### ドジャース復帰
2017年12月16日にスコット・カズミアー、チャーリー・カルバーソン、エイドリアン・ゴンザレス及び金銭とのトレードでドジャースへ復帰した。
2018年6月13日のテキサス・レンジャーズ戦で本塁進入時にレンジャーズの捕手ロビンソン・チリノスに対し、激しいタックルをしたことから乱闘を起こして退場処分を受けた。6月15日にMLBより1試合出場停止と罰金の処分を受けた。この年は146試合に出場し、打率.290、21本塁打、85打点を記録した。

### レッズ時代
2018年12月21日にホーマー・ベイリー、ジーター・ダウンズ、ジョサイア・グレイとのトレードで、アレックス・ウッド、ヤシエル・プイグ、カイル・ファーマーと共にシンシナティ・レッズへ移籍した。
2019年は20試合に出場して打率.200、1本塁打、5打点に終わり、5月4日に自由契約となった。

### メッツ傘下時代
2019年5月24日にニューヨーク・メッツとマイナー契約を結ぶも、7月12日に自由契約となった。

### ロッキーズ時代
2019年12月18日にマイアミ・マーリンズとマイナー契約を結び、2020年のスプリングトレーニングに招待選手として参加することになった。2020年6月26日に自由契約となった。
その後、7月3日に新型コロナウイルスの影響で今季出場を辞退したイアン・デスモンドの代役としてロッキーズとマイナー契約を結んだ。7月17日にメジャー契約を結んで40人枠入りした。オフの10月28日にFAとなった。

### ロッキーズ退団後
2021年5月23日に東京オリンピックのアメリカ大陸予選に挑む野球アメリカ合衆国代表に選出された。しかし、7月2日に発表された本選の代表メンバーには選出されなかった。その後、ドジャースにて一日契約を結び、2024年8月11日の試合を持って引退した。

## 人物
愛称のThe Bison（ザ・バイソン）は、メジャー昇格後2試合目となる2006年5月29日のブレーブス戦の4回、ケンプが二盗を決めた際に、テレビ放送で解説を務めていた往年の名投手ドン・サットンが「バッファローがダイヤモンドを駆け回っているようだ。」と表現したのが切っ掛けである。この表現は、ケンプの大柄な体格と相まって一気に浸透した。後に、"Buffero"（バッファロー）の愛称は北米でより一般に野牛を意味する"Bison"（バイソン）と改められた。オクラホマ州出身だが、シーズンオフの間もロサンゼルスに居を構えている。

## 詳細情報

### 年度別打撃成績
| 年 度     | 球 団     | 試 合 | 打 席 | 打 数 | 得 点 | 安 打 | 二 塁 打 | 三 塁 打 | 本 塁 打 | 塁 打 | 打 点 | 盗 塁 | 盗 塁 死 | 犠 打 | 犠 飛 | 四 球 | 敬 遠 | 死 球 | 三 振 | 併 殺 打 | 打 率 | 出 塁 率 | 長 打 率 | O P S |
| --------- | --------- | ----- | ----- | ----- | ----- | ----- | -------- | -------- | -------- | ----- | ----- | ----- | -------- | ----- | ----- | ----- | ----- | ----- | ----- | -------- | ----- | -------- | -------- | ----- |
| 2006      | LAD       | 52    | 166   | 154   | 30    | 39    | 7        | 1        | 7        | 69    | 23    | 6     | 0        | 0     | 3     | 9     | 1     | 0     | 53    | 1        | .253  | .289     | .448     | .737  |
| 2007      | LAD       | 98    | 311   | 292   | 47    | 100   | 12       | 5        | 10       | 152   | 42    | 10    | 5        | 0     | 3     | 16    | 0     | 0     | 66    | 6        | .342  | .373     | .521     | .894  |
| 2008      | LAD       | 155   | 647   | 606   | 93    | 176   | 38       | 5        | 18       | 278   | 76    | 35    | 11       | 1     | 3     | 46    | 6     | 1     | 153   | 11       | .290  | .340     | .459     | .799  |
| 2009      | LAD       | 159   | 667   | 606   | 97    | 180   | 25       | 7        | 26       | 297   | 101   | 34    | 8        | 0     | 6     | 52    | 6     | 3     | 139   | 14       | .297  | .352     | .490     | .842  |
| 2010      | LAD       | 162   | 668   | 602   | 82    | 150   | 25       | 6        | 28       | 271   | 89    | 19    | 15       | 0     | 9     | 53    | 4     | 4     | 170   | 14       | .249  | .310     | .450     | .760  |
| 2011      | LAD       | 161   | 689   | 602   | 115   | 195   | 33       | 4        | 39       | 353   | 126   | 40    | 11       | 0     | 7     | 74    | 24    | 6     | 159   | 16       | .324  | .399     | .586     | .986  |
| 2012      | LAD       | 106   | 449   | 403   | 74    | 122   | 22       | 2        | 23       | 217   | 69    | 9     | 4        | 0     | 3     | 40    | 8     | 3     | 103   | 10       | .303  | .367     | .538     | .906  |
| 2013      | LAD       | 73    | 290   | 263   | 35    | 71    | 15       | 0        | 6        | 104   | 33    | 9     | 0        | 0     | 3     | 22    | 3     | 2     | 76    | 11       | .270  | .328     | .395     | .723  |
| 2014      | LAD       | 150   | 599   | 541   | 77    | 155   | 38       | 3        | 25       | 274   | 89    | 8     | 5        | 0     | 6     | 52    | 3     | 0     | 145   | 21       | .287  | .346     | .506     | .852  |
| 2015      | SD        | 154   | 648   | 596   | 80    | 158   | 31       | 3        | 23       | 264   | 100   | 12    | 2        | 0     | 8     | 39    | 0     | 5     | 147   | 17       | .265  | .312     | .443     | .775  |
| 2016      | SD        | 100   | 431   | 409   | 54    | 107   | 24       | 0        | 23       | 200   | 69    | 0     | 0        | 0     | 6     | 16    | 3     | 0     | 100   | 8        | .262  | .285     | .489     | .774  |
| 2016      | ATL       | 56    | 241   | 214   | 35    | 60    | 15       | 0        | 12       | 111   | 39    | 1     | 0        | 0     | 6     | 20    | 3     | 1     | 56    | 9        | .280  | .336     | .519     | .855  |
| '16計     | ATL       | 156   | 672   | 623   | 89    | 167   | 39       | 0        | 35       | 311   | 108   | 1     | 0        | 0     | 12    | 36    | 6     | 1     | 156   | 17       | .268  | .304     | .499     | .803  |
| 2017      | ATL       | 115   | 467   | 438   | 47    | 121   | 23       | 1        | 19       | 203   | 64    | 0     | 2        | 0     | 1     | 27    | 5     | 0     | 99    | 25       | .276  | .318     | .463     | .781  |
| 2018      | LAD       | 146   | 506   | 462   | 62    | 134   | 25       | 0        | 21       | 222   | 85    | 0     | 0        | 0     | 7     | 36    | 2     | 1     | 115   | 14       | .290  | .338     | .481     | .818  |
| 2019      | CIN       | 20    | 62    | 60    | 4     | 12    | 2        | 0        | 1        | 17    | 5     | 0     | 0        | 0     | 1     | 1     | 0     | 0     | 19    | 2        | .200  | .210     | .283     | .493  |
| 2020      | COL       | 43    | 132   | 117   | 18    | 28    | 3        | 0        | 6        | 49    | 21    | 1     | 0        | 0     | 0     | 15    | 1     | 0     | 41    | 5        | .239  | .326     | .419     | .745  |
| MLB：15年 | MLB：15年 | 1750  | 6983  | 6365  | 950   | 1808  | 338      | 37       | 287      | 3081  | 1031  | 184   | 63       | 1     | 72    | 518   | 69    | 26    | 1641  | 184      | .284  | .337     | .484     | .821  |

- 2020年度シーズン終了時
- 各年度の太字はリーグ最高

### 年度別守備成績
| 年 度 | 球 団 | 中堅（CF） | 中堅（CF） | 中堅（CF） | 中堅（CF） | 中堅（CF） | 中堅（CF） | 左翼（LF） | 左翼（LF） | 左翼（LF） | 左翼（LF） | 左翼（LF） | 左翼（LF） | 右翼（RF） | 右翼（RF） | 右翼（RF） | 右翼（RF） | 右翼（RF） | 右翼（RF） |
| 年 度 | 球 団 | 試 合      | 刺 殺      | 補 殺      | 失 策      | 併 殺      | 守 備 率   | 試 合      | 刺 殺      | 補 殺      | 失 策      | 併 殺      | 守 備 率   | 試 合      | 刺 殺      | 補 殺      | 失 策      | 併 殺      | 守 備 率   |
| ----- | ----- | ---------- | ---------- | ---------- | ---------- | ---------- | ---------- | ---------- | ---------- | ---------- | ---------- | ---------- | ---------- | ---------- | ---------- | ---------- | ---------- | ---------- | ---------- |
| 2006  | LAD   | 29         | 37         | 0          | 3          | 0          | .925       | 11         | 18         | 1          | 1          | 1          | .950       | 10         | 8          | 1          | 1          | 0          | .900       |
| 2007  | LAD   | 6          | 8          | 0          | 0          | 0          | 1.000      | -          | -          | -          | -          | -          | -          | 88         | 129        | 2          | 4          | 1          | .970       |
| 2008  | LAD   | 101        | 209        | 10         | 1          | 3          | .995       | -          | -          | -          | -          | -          | -          | 63         | 97         | 6          | 2          | 0          | .981       |
| 2009  | LAD   | 158        | 367        | 14         | 2          | 4          | .995       | -          | -          | -          | -          | -          | -          | 7          | 10         | 0          | 0          | 0          | 1.000      |
| 2010  | LAD   | 158        | 330        | 3          | 5          | 2          | .985       | -          | -          | -          | -          | -          | -          | -          | -          | -          | -          | -          | -          |
| 2011  | LAD   | 159        | 345        | 11         | 5          | 5          | .986       | -          | -          | -          | -          | -          | -          | -          | -          | -          | -          | -          | -          |
| 2012  | LAD   | 105        | 208        | 7          | 1          | 1          | .995       | -          | -          | -          | -          | -          | -          | -          | -          | -          | -          | -          | -          |
| 2013  | LAD   | 70         | 133        | 2          | 5          | 0          | .964       | -          | -          | -          | -          | -          | -          | -          | -          | -          | -          | -          | -          |
| 2014  | LAD   | 41         | 75         | 1          | 4          | 0          | .950       | 44         | 60         | 1          | 1          | 0          | .984       | 59         | 92         | 5          | 2          | 2          | .980       |
| 2015  | SDP   | -          | -          | -          | -          | -          | -          | -          | -          | -          | -          | -          | -          | 149        | 269        | 10         | 8          | 2          | .972       |
| 2016  | SDP   | -          | -          | -          | -          | -          | -          | -          | -          | -          | -          | -          | -          | 97         | 165        | 8          | 2          | 2          | .989       |
| 2016  | ATL   | -          | -          | -          | -          | -          | -          | 54         | 110        | 1          | 1          | 1          | .991       | -          | -          | -          | -          | -          | -          |
| '16計 | ATL   | -          | -          | -          | -          | -          | -          | 54         | 110        | 1          | 1          | 1          | .991       | 97         | 165        | 8          | 2          | 2          | .989       |
| 2017  | ATL   | -          | -          | -          | -          | -          | -          | 103        | 148        | 3          | 1          | 2          | .993       | -          | -          | -          | -          | -          | -          |
| 2018  | LAD   | -          | -          | -          | -          | -          | -          | 75         | 96         | 2          | 1          | 1          | .990       | 51         | 58         | 3          | 1          | 0          | .984       |
| 2019  | CIN   | -          | -          | -          | -          | -          | -          | 17         | 16         | 0          | 0          | 0          | 1.000      | -          | -          | -          | -          | -          | -          |
| 2020  | COL   | -          | -          | -          | -          | -          | -          | 1          | 2          | 0          | 0          | 0          | 1.000      | -          | -          | -          | -          | -          | -          |
| MLB   | MLB   | 827        | 1712       | 48         | 26         | 15         | .985       | 305        | 450        | 8          | 5          | 5          | .989       | 524        | 828        | 35         | 20         | 7          | .977       |

- 2020年度シーズン終了時
- 太字年はゴールドグラブ賞受賞

### タイトル
- 本塁打王：1回（2011年）
- 打点王：1回（2011年）

### 表彰
- シルバースラッガー賞（外野手部門）：2回（2009年、2011年）
- ゴールドグラブ賞（外野手部門）：2回（2009年、2011年）
- ハンク・アーロン賞：1回（2011年）
- プレイヤーズ・チョイス・アワーズ・優秀選手賞：1回（2011年）
- プレイヤー・オブ・ザ・ウィーク：5回（2008年4月28日 - 5月4日、2011年9月19日 - 25日、2012年4月4日 - 8日、2012年4月9日 - 15日、2014年7月28日 - 8月3日）

### 記録
- MLBオールスターゲーム選出：3回（2011年 - 2012年、2018年）
- サイクル安打：1回（2015年8月14日）

### 背番号
- 27（2006年 - 2019年）
- 25（2020年）